# Roberto Carlos (álbum de 1970)
Roberto Carlos é o décimo álbum de estúdio do cantor e compositor Roberto Carlos, lançado em dezembro de 1970 pela gravadora Discos CBS. Segundo Paulo Cesar de Araújo em seu livro O Réu e o Rei, vendeu em torno de 520 mil cópias, sendo o mais vendido naquele ano no Brasil. Seu maior destaque foi a faixa Jesus Cristo, mas outras como Ana, Vista a Roupa Meu Bem,Meu Pequeno Cachoeiro e 120...150...200 Km Por Hora também ficaram conhecidas do grande público.

## Histórico
Gravado em 4 canais no estúdio da CBS no Rio de Janeiro, foi o último Long Play de sua fase Soul e o último a ser gravado no Brasil - já que a partir do ano seguinte, o cantor passou a gravar nos EUA. O funk/gospel Jesus Cristo quase ficou para o disco seguinte, pois Roberto não achava o pianista para reproduzir a sonoridade Black que desejava. Foi aí que lhe indicaram Dom Salvador, que formara recentemente um grupo de Black music, chamado Abolição. O resultado agradou ao cantor e ao público, tanto que se tornou a 3ª música mais tocada nas rádios brasileiras naquele ano. Naqueles fins de anos 1960 e início dos 1970, a música negra norte-americana estava em voga no mundo, com grande destaque em especial para James Brown e Roberto se inspirou nele para compor. A temática lhe foi sugerida pela repercussão de musicais no cinema como Hair (musical)  e Jesus Cristo Superstar (filme). Como dito mais acima, o bolachão também teve outros êxitos como a balada/soul Ana, cujo título foi inspirado em Ana Paula Rossi, enteada do cantor. O Charleston (dança) Vista a Roupa Meu Bem é cantado com Roberto simulando um fanhoso som de Gramofone, popular na década de 1920 nos EUA, quando o gênero musical fez sucesso. Um dos momentos mais intimistas do disco é a faixa Meu Pequeno Cachoeiro, composição de seu conterrâneo Raul Sampaio para homenagear a cidade do sul capixaba. Por fim, tivemos outro sucesso em 120...150...200 Km Por Hora, no qual o tema da velocidade se junta ao da crise existencial pela perda de um grande amor do eu lírico.

## Ficha técnica
Fonte:
- Produzido por Evandro Ribeiro
- Acompanhamento: Bandas RC 7 e Renato e Seus Blue Caps, com participação de Lafayette e da Orquestra de Cordas e Metais CBS, regidos pelos maestros Chiquinho de Morais e Alexandre Gnattali
- Gravado entre 28 de maio, 27 de outubro e 3 e 5 de novembro de 1970 no estúdio CBS (Rio de Janeiro, RJ)
- Técnicos: Eugênio e Ademar
- Capa: Foto* de Thereza Eugênia durante apresentação do cantor no Canecão para o show "Roberto Carlos a 200 Km Por Hora"
- Contracapa: Foto de Armando Canuto

- O clique de Thereza Eugênia se deu num momento do show no qual o cantor brincava com um microfone da marca Tin Prine, importado da Itália, de haste dobrável o qual mexia de um lado para o outro. O registro acabou sendo escolhido para capa do disco se tornando uma das marcas do artista dali em diante.

## Faixas
| Nº  | Título                        | Composição                      | Duração |
| --- | ----------------------------- | ------------------------------- | ------- |
| 1.  | Ana                           | Roberto Carlos-Erasmo Carlos    | 3:10    |
| 2.  | Uma Palavra Amiga             | Getúlio Cortes                  | 2:58    |
| 3.  | Vista a Roupa Meu Bem         | Roberto Carlos-Erasmo Carlos    | 2:45    |
| 4.  | Meu Pequeno Cachoeiro         | Raul Sampaio                    | 3:53    |
| 5.  | O Astronauta                  | Edson Ribeiro-Helena dos Santos | 4:59    |
| 6.  | Se Eu Pudesse Voltar No Tempo | Pedro Paulo-Luís Carlos Ismail  | 2:52    |
| 7.  | Preciso Lhe Encontrar         | Demétrius                       | 3:15    |
| 8.  | Minha Senhora                 | Roberto Carlos-Erasmo Carlos    | 3:11    |
| 9.  | Jesus Cristo                  | Roberto Carlos-Erasmo Carlos    | 3:27    |
| 10. | Pra Você                      | Silvio César                    | 3:16    |
| 11. | 120...150...200 Km Por Hora   | Roberto Carlos-Erasmo Carlos    | 4:38    |
| 12. | Maior Que o Meu Amor          | Renato Barros                   | 3:02    |

## Certificações e vendas
| Região                                                       | Certificação | Unidades/vendas |
| ------------------------------------------------------------ | ------------ | --------------- |
| Brasil (PMB)                                                 | 2× Platina   | 500,000‡        |
| ‡vendas+valores de streaming baseados apenas na certificação |              |                 |